# جولييت لابوس
جولييت لابوس (بالفرنسية: Juliette Labous)‏ (و. 1998م)، دراجة فرنسية، شاركت في بطولة أوروبا للدراجات 2016 – سباق الطريق ضد الساعة للشابات ‏.

## سجل الفوز

### سباقات أو مراحل فاز بها
| التاريخ        | السباق                                                         | المركز                                           |
| -------------- | -------------------------------------------------------------- | ------------------------------------------------ |
| 29 مارس 2015   | Piccolo Trofeo Alfredo Binda 2015                              |                                                  |
| 13 مارس 2016   | Grand Prix de Chambéry 2016                                    |                                                  |
| 24 أبريل 2016  | Omloop van Borsele U19 2016                                    |                                                  |
| 12 يونيو 2016  | Albstadt-Frauen-Etappenrennen 2016                             | الفائز في التصنيف العام                          |
| 14 سبتمبر 2016 | بطولة أوروبا للدراجات 2016 – سباق الطريق ضد الساعة للشابات     |                                                  |
| 10 أكتوبر 2016 | سباق الزمن على الطريق للشابات في بطولة العالم 2016             |                                                  |
| 08 يناير 2017  | Cyclo-cross du Mingant Woman 2017                              |                                                  |
| 14 مايو 2017   | طواف أمجين كاليفورنيا للسيدات 2017                             | الخامس في تصنيف الجبال                           |
| 26 مايو 2017   | لا كلاسيك موربيهان 2017                                        | التاسع في التصنيف العام                          |
| 27 مايو 2017   | Grand Prix du Morbihan Féminin 2017                            | العاشر في التصنيف العام                          |
| 02 أغسطس 2017  | سباق الزمن لأقل من 23 سنة للسيدات - بطولة أوروبا للدراجات 2017 | العاشر في التصنيف العام                          |
| 28 يونيو 2018  | سباق الدراجات ضد الساعة للسيدات في بطولة فرنسا 2018            |                                                  |
| 18 مايو 2019   | طواف أمجين كاليفورنيا - للسيدات 2019                           | الأول في تصنيف أفضل شاب                          |
| 09 يونيو 2019  | طواف بريتاني فيمينين 2019                                      | الأول في تصنيف أفضل شاب، الثالث في التصنيف العام |
| 14 يوليو 2019  | طواف إيطاليا للسيدات 2019                                      | الأول في تصنيف أفضل شاب                          |
| 21 أغسطس 2020  | سباق الطريق ضد الساعة للسيدات في بطولة فرنسا 2020              | الفائز في التصنيف العام                          |
| 17 يونيو 2021  | سباق الطريق ضد الساعة للسيدات في بطولة فرنسا 2021              |                                                  |
| 22 مايو 2022   | فويلتا بورجوس للسيدات 2022                                     | الفائز في التصنيف العام                          |
| 23 يونيو 2022  | سباق الزمن على الطريق للسيدات في بطولة فرنسا 2022              |                                                  |
| 22 يونيو 2024  | 2024 France National Road Cycling Championships - Women RR     | الفائز في التصنيف العام                          |
| 05 أكتوبر 2024 | 2024 Giro dell'Emilia Donne                                    |                                                  |

## روابط خارجية
- جولييت لابوس على موقع الاتحاد الدولي للدراجات (الإنجليزية)
- جولييت لابوس على موقع أرشيف الدراجات (الإنجليزية)
- جولييت لابوس على موقع إحصائيات الدراجات الإحترافية (الإنجليزية)
- جولييت لابوس على موقع CycleBase (الإنجليزية)
- جولييت لابوس على موقع أوليمبيديا (الإنجليزية)